# Mehrbereichsschaummittel
Mehrbereichsschaummittel (MBS) sind synthetische Schaummittel, die von der Feuerwehr benutzt werden, um Löschschaum herzustellen. Das Wort „Mehrbereich“ bezieht sich auf die unterschiedlichen möglichen Verschäumungszahlen und nicht auf unterschiedliche Brandarten; mit MBS lassen sich Schwer-, Mittel- und Leichtschaum erzeugen.

## Zusammensetzung
Mehrbereichsschaummittel sind meist klare und an sich farblose Flüssigkeiten, die jedoch oft herstellerspezifisch eingefärbt sind. Sie sind auf Basis synthetisch erzeugter Tenside hergestellt.
Mehrbereichsschaummittel entsprechen in ihrer Grundkonzeption unseren Waschmitteln und sind aus grenzflächenaktiven Substanzen, den sogenannten Detergenzien (hydrolysierte Fettalkohole oder Tenside) aufgebaut. Diese werden dem Löschwasser beigemischt, dieses Wasser-Schaummittel-Gemisch dann mit Luft verwirbelt, wodurch es verschäumt.

## Wirkungsweise und Vorhaltung
Die Löschwirkung bei brennenden Flüssigkeiten, dem Hauptanwendungsgebiet vom Löschschaum, beruht auf Trennung des Brandgutes vom Luftsauerstoff (Löschwirkung Ersticken). Nebenbei kommt auch – je nach Wassergehalt des Schaumes – eine kühlende Wirkung zum Tragen (Löschwirkung Abkühlen). Bei brennenden festen Stoffen der Brandklasse A kann die kühlende Wirkung überwiegen.
Im Gegensatz zu fluorierten Schaummitteln (AFFF und Proteinschaummittel) bilden Schäume auf MBS-Basis auf brennenden Flüssigkeiten keinen Wasserfilm aus und sind daher gegen Wiederentzündung und Aufreißen empfindlicher. Da jedoch in der Regel auf perfluorierte Tenside gänzlich verzichtet wird, sind MBS für kommunale Feuerwehren, die es selten mit größeren Flüssigkeitsbränden zu tun haben, eine umweltfreundlichere und vielseitige Alternative.

## Verwendung
Übliche MBS werden dem Löschwasser mit 3 % zugemischt, wenn Schaum erzeugt werden soll und mit 1 %, wenn für Feststoffbrände Netzwasser benötigt wird. Heutzutage gibt es jedoch auch Mehrbereichsschäume, welche schon ab 0,5 % Zumischrate schäumen und mit 1 % Zumischrate auf Flüssigkeitsbränden verwendet werden können und mit 0,1 % als Netzmittel. Zudem gibt es heute auch alkoholbeständige Mehrbereichsschäume.
Wichtig zu beachten ist, dass die Schaummittel von unterschiedlichen Herstellern sowie unterschiedliche Produkte oder gar Arten grundsätzlich nicht vermischt werden sollten. Die fertigen Löschschäume hingegen vertragen sich problemlos.
Bei Bränden der Brandklasse A können Mehrbereichsschaummittel unverschäumt als Netzmittel eingesetzt werden, um die Löscheffektivität zu steigern.

## Class-A-Schaummittel
Spezielle Schaummittel für die Erzeugung von Class-A-Foam (Schaum für die Brandklasse A) sind eine Entwicklung aus den USA. Sie sind besonders umweltfreundlich und wurden ursprünglich für die Vegetationsbrandbekämpfung entwickelt. Sie werden jedoch auch immer häufiger unverschäumt (siehe Netzwasser) bei Bränden in Gebäuden verwendet, da sie durch die starke Netzwirkung das Eindringen des Wassers in das Brandgut verbessern und so helfen, Schäden durch ablaufendes Wasser zu vermindern und die Löschkraft des Wassers verbessern.
Es handelt sich bei diesen Schaummitteln im Prinzip um hochkonzentrierte Mehrbereichsschaummittel auf Basis besonders gut abbaubarer, synthetischer Tenside, die bereits mit 0,1 % – 0,5 % als Netzmittel eingesetzt und schon bei 0,3 % – 0,5 % verschäumt werden können. Wenig bekannt ist, dass alle in Deutschland erhältlichen Class-A-Schaummittel als Löschmittel für die Brandklasse B zugelassen sind, wobei jedoch bei den meisten Produkten eine Zumischrate von 1 % erforderlich ist. Durch den deutlich geringeren Verbrauch gegenüber herkömmlichen 3 %-MBS relativiert sich damit der etwas höhere Anschaffungspreis.